# Татаринов, Юрий Семёнович
Ю́рий Семёнович Тата́ринов (2 сентября 1928 — 27 января 2012) — советский и российский биохимик, доктор медицинских наук, профессор, лауреат Государственной премии СССР (1978), заслуженный деятель науки РСФСР (1988), заведующий кафедрой биохимии Российского государственного медицинского университета (1972—2000; позднее почётный заведующий), автор трех открытий в области иммунохимии, руководитель проблемной лаборатории по иммунологии злокачественных и эмбриональных тканей РГМУ, в 1966—1971 — ректор Астраханского государственного медицинского института.

## Биография
Родился в Астрахани 2 сентября 1928 г. (в свидетельстве о рождении была ошибочно указана дата 3 сентября). Старший брат Александр Татаринов (1922—1941) был призван на фронт и пропал без вести в первые месяцы Великой Отечественной войны.
В 1952 году окончил Астраханский государственный медицинский институт. Будучи на пятом курсе института, женился на Эльвире Константиновне Емельянчик, с которой счастливо прожил 60 лет (с 1951 по 2012 год). В браке родилась дочь Нина.
Первые шаги в мире науки предпринимал в области хирургии. Исследованиям в этой области была посвящена кандидатская диссертация. В 1959 году стал заведующим кафедрой биохимии АГМИ. Когда кафедру возглавил доцент Ю. С. Татаринов, научная проблематика изменилась. Коллективом была открыта группа ранее неизвестных эмбриоспецифических белков, синтез которых репрессирован в организме взрослого человека. Результаты поиска эмбриоспецифических белков в сыворотке крови больных с различной патологией позволили Ю. С. Татаринову предложить иммунохимический тест на первичный рак печени, который в настоящее время широко известен во всём мире.
Будучи заочным докторантом А. Е. Гурвича, успешно защитивший докторскую диссертацию профессор Татаринов становится ректором АГМИ. Эту должность он занимал с 1966 по 1971 год.
Для изучения эмбриональных и раковых тканей в 1968 году на базе кафедры биохимии АГМИ создаётся проблемная лаборатория, в которой работали необыкновенно талантливые и преданные науке молодые коллеги и ученики Татаринова — В. Н. Масюкевич, П. П. Кулагин, А. А. Терентьев, В. И. Балашов и другие. В 1972 году ПНИЛ переводится во 2-й МОЛГМИ им. Н. И. Пирогова в связи с переводом Юрия Семёновича Татаринова в этот институт.
В 1972—2000 гг. профессор Татаринов возглавлял кафедру биохимии 2-го МОЛГМИ (РГМУ) им. Н. И. Пирогова, также являясь проректором по научной работе. После того, как в связи с преклонным возрастом на должности заведующего кафедрой биохимии его сменил ученик А. А. Терентьев, с 2000 года являлся пожизненным почетным заведующим кафедрой.
Профессор Ю. С. Татаринов — действительный член РАЕН, а также член редакционной коллегии международного журнала Tumor Biology.
Студенты и преподаватели РГМУ всегда очень тепло отзывались о профессоре Татаринове. Юрий Семёнович оказывал посильную помощь коллегам, с добротой относился к студентам и просил об этом коллег-преподавателей. Профессор Татаринов был очень скромным человеком, не склонным распространяться о своих научных заслугах и не любившим наградного пафосного официоза. Ценил русскую поэзию, особенно выделяя Владимира Маяковского, Владимира Высоцкого и других, сам сочинял прекрасные стихи, но никогда не печатался. В последние годы страдал от артроза и испытывал при ходьбе сильные боли, но в силу своего характера никогда не жаловался ни коллегам, ни близким. Будучи преданным научной и преподавательской работе, он до последних дней приходил в институт, добираясь до работы на общественном транспорте с пересадками, проводил учебные семинары и принимал экзамены, несмотря на преклонный возраст и проблемы со здоровьем.
Скончался в Москве в ночь на 27 января 2012 года после непродолжительной болезни от осложнений, связанных с перенесенным инсультом. Похоронен на Николо-Архангельском кладбище, уч. 49.

## Научная деятельность
Профессор Татаринов — основатель научно-педагогической школы в области фундаментальной и практической медицины общенационального и международного ранга. Неоднократно приглашался на научные конференции, посвященным проблемам онкологии, проводившиеся за рубежом.
Основное направление научной деятельности Ю. С. Татаринова — биохимия, иммунохимия.
В 1963 г. профессор Ю. С. Татаринов (Астраханский медицинский институт) обнаружил присутствие альфа-фетопротеина в крови людей, болеющих первичным раком печени.
Профессором Татариновым открыто явление синтеза и секреции в кровь млекопитающих и человека белка. 15 сентября 1969 Ю. С. Татаринов и В. Н. Масюкевич установили явление синтеза и секреции в кровь млекопитающих и человека белка — трофобластического бета-глобулина, специфического для трофобластической активности клеток хориона. В 1970 г. в Государственном комитете СССР по делам изобретений и открытий зарегистрировано открытие в области биохимии, связанное с изучением синтеза биологически активных веществ у человека и высших животных в период их эмбрионального развития. Авторы этой работы — доктор медицинских наук профессор Ю. Татаринов и кандидат медицинских наук В. Масюкевич.
Поистине золотая страница в истории Советской и Российской науки — открытая и описанная профессором Татариновым реакция Татаринова-Абелева: альфа-фетопротеиновый тест метод выявления эмбриональных сывороточных глобулинов (альфа-фетопротеинов) с помощью реакции преципитации в агаре. Вплоть до настоящего времени реакция Татаринова-Абелева остается единственным маркером при диагностике гепатоцеллюлярного рака печени. Это открытие в области иммунохимического метода первичного лечения онкологических заболеваний внесено в Реестр открытий СССР.
Биохимик Ю. С. Татаринов длительное время изучал антигены в сыворотке крови плода человека. Путём применения сложных биохимических и электрохимических методик ему удалось выделить три специфических антигенных компонента, различающихся по подвижности в электрическом поле. В лаборатории другого ученого-иммунолога Г. И. Абелева было установлено, что один из компонентов, выделенных из сывороток плода (ЭСБ — гликопротеид), идентичен гликопротеиду, который ранее обнаружен Ю. С. Татариновым в крови больных раком печени. Объединёнными усилиями обеих лабораторий доказано, что в сыворотке здоровых взрослых людей эти вещества отсутствуют, но с большим постоянством встречаются при определённой форме (так называемой гепатоцеллюлярной) рака печени. Реакция Г. И. Абелева и Ю. С. Татаринова проверена как у нас в стране, так и, по решению Всемирной организации здравоохранения, в некоторых странах Африки. Результаты проверки свидетельствуют о высокой достоверности теста. Это открытие советских ученых имеет не только практическое значение. Оно важно ещё и потому, что доказана принципиальная возможность использования иммунологического метода в диагностике злокачественных опухолей. Это открытие положило начало целому направлению в онкологии — иммунодиагностике, которое позволяет выявлять маркеры рака по обычному анализу крови.
За исследования, посвященные свойству тканей репродуктивной системы человека синтезировать специфический альфа 2-микроглобулин, избран Академиком РАЕН.

### Публикации
Автор более 200 научных работ и ряда учебников в области биохимии и иммунохимии.

## Награды
- Государственная премия СССР (1978; совместно с Г. И. Абелевым)
- Лауреат премии Правительства России «Лучшие врачи России» (2004)[6]
- Лауреат Национальной премии «Призвание» (2004) в номинации «За вклад в развитие медицины, внесенный представителями фундаментальной науки и немедицинских профессий»[7]— за изучение фундаментальных основ выявления белков-маркеров рака.[8]